# Der Kreis
«Der Kreis» (с нем. — «Круг») — швейцарский ЛГБТ-журнал, существовавший в 1932—1967 годах и распространявшийся по всему миру.

## История

### Начальный период
«Der Kreis» вышел 1 января 1932 года под заголовком «Freundschaftsbanner» (с нем. — «Баннер дружбы»). Он был основан как совместный проект Лауры Тома (нем. Laura Thoma) из цюрихской лесбийской организации «Amicitia» и Августа Бамбула (нем. August Bambula) из гей-клуба «Excentric Club Zürich». Первый выпуск имел 8 страницы, редактор был указан как «Fredy-Torrero» (псевдоним Лауры Тома) и вышел под девизами «Через свет к свободе» и «Через борьбу к победе».
После недолгого перерыва журнал вновь вышел в 1933 году под заголовком «Schweizerisches Freundschaftsbanner» (нем. Швейцарский баннер дружбы). В 1937 году название было изменено на «Menschenrecht» (нем. Мужские права).
Журнал изначально писал о лесбийских вопросах и являлся политическим. В Швейцарии того времени женская однополая любовь не была криминализирована, в отличие от мужской. В 1933—1942 годах главным редактором была Анна Вок: изначально под своим именем, позднее — под псевдонимом «Mammina». На Вок и других авторов нападали таблоиды «Sheinwerfer» и «Guggu», пытавшиеся вызвать возмущение общества гомосексуальностью; они публиковали домашний адрес Вок, а также привели к тому, что Вок несколько раз увольняли.

### Как гей-журнал
К 1942 году бо́льшая часть редакторов, занимавшихся лесбийскими вопросами, покинула журнал. Журнал стал фокусироваться на вопросах геев, главным редактором в 1942 году стал актёр Карл Майер под псевдонимом «Rolf», а журнал сменил название на «Der Kreis».
В 1942 году журнал выходил дважды в месяц, его тираж составлял 200 экземпляров. К 1957 году тираж вырос до 1900 экземпляров, из которых 700 выписывались в другие страны Европы и в США. «Der Kreis» — единственный гей-журнал, выходивший во время нацистского режима, и единственный гей-журнал, доступный в Европе во время Второй мировой войны.
Журнал выходил на нескольких языках: изначально — на немецком, с 1942 года частично на французском и с 1954 года — частично на английском. Журнал содержал новостные заметки, повести и поэмы, фотографии и информацию о научных исследованиях. На протяжении большей части периода существования журнала в Швейцарии действовала цензура. Редакторы журнала ухитрялись размещать на английском языке более пикантные материалы, поскольку цензоры не могли их прочесть. В целом журнал содержал мало провокационного, поскольку Майер выдвигал «возвышенный образ гомосексуальности», в котором дружба была важнее секса.
В 1960-х годах журнал начал приходить в упадок, поскольку читатели-геи были более склонными покупать ставшие доступными скандинавские журналы, содержавшие эротические или порнографические материалы. В 1967 году вышел последний выпуск.

## Наследие
Хьюберт Кеннеди в книге «Идеальный гей» (англ. The Ideal Gay Man) отмечает, что «Der Kreis» на протяжении большей части своей истории являлся «самым важным в мире журналом среди продвигавших законные и общественные права геев» и в целом был одним из немногих таковых журналов в Европе того времени.
В 2014 году история журнала была описана в швейцарской документальной драме «Круг». Фильм, содержащий как видеоматериалы из 1950-х, так и современные инсценировки событий, выиграл кинопремию «Тедди» и награду «Panorama Audience Award» в документальной категории 64-го Берлинский кинофестиваля.